# Grobnica sajeda Mira Vakifa
Grobnica sajeda Mira Vakifa (perz. گنبد میر سید; Gonbad-e Mir sajed) je mauzolej u iranskom gradu Natanzu. Nalazi se na brežuljku u središtu grada, oko 400 m sjeverno od grobnice sajeda Hasana Vakifa, oca sajeda Mira Vakifa. Građevina se datira u timuridsko razdoblje (14. − 15. st.) i sastoji se od oktogonalne platforme sa sedam slijepih arkada odnosno prozora izgrađenih od opeke, a nasvođena je tirkiznom šiljastom kupolom koja je ukrašena kaligrafijom i geometrijskim oblicima sastavljenim od modre i bijele keramike. U rujnu 1973. grobnica sajeda Mira Vakifa uvrštena je na popis iranske kulturne baštine.

## Poveznice
- Natanz
- Grobnica sajeda Hasana Vakifa

## Vanjske poveznice
- (engl.) Jadid. 11. studenoga 2010. The Gift of Natanz. Jadid Online. Karlsruhe.